# Marie-Florence Candassamy
Marie-Florence Candassamy (født 26. februar 1991) er en fransk fægter, der konkurrerer i kårde.
Hun repræsenterede Frankrig ved sommer-OL 2016 i Rio de Janeiro, hvor hun blev elimineret i ottendedelsfinalen.
Ved sommer-OL 2024 i Paris, som blev afholdt i 2021, vandt hun sølv i damernes holdkonkurrence.